# Filippo Manna
Filippo Manna (Casalnuovo di Napoli, 28 gennaio 1922 – Casalnuovo di Napoli, 28 ottobre 2009) è stato un ingegnere italiano.
Professore ordinario di Costruzione di macchine nell'Università degli Studi di Napoli Federico II, Presidente della Prima Sezione dell'Accademia Pontaniana di cui è stato socio ordinario dal 1965 e componente del Comitato Ordinatore dell'Università telematica Giustino Fortunato.

## Biografia
Laureatosi presso l'Università di Napoli in ingegneria industriale sott. meccanica il 21 dicembre 1945, Filippo Manna ha poi svolto attività didattica fin dal 1958 come libero docente di Meccanica applicata. Fu il primo classificato al concorso per la cattedra di Costruzione di macchine bandito dall'università di Padova nel 1961. Chiamato dal 1962 a coprire la stessa cattedra alla Facoltà d'Ingegneria dell'Università di Napoli, vi ha professato a tempo pieno tale disciplina in qualità di professore ordinario del Corso di Laurea in Meccanica fino al 31 ottobre 1997, data del congedo per raggiunti limiti d'età. 
Per oltre un decennio ha rappresentato ufficialmente l'Italia nell'International Congress on Fracture (ICF) ed è stato Componente del Comitato Tecnico Impianti a pressione dell'Istituto Superiore per la Sicurezza del Lavoro (ISPSL) del Ministero della Sanità. 
I suoi lavori più importanti, su un totale di circa duecentocinquanta pubblicazioni, riguardano i settori di sua specifica competenza, dalla Meccanica applicata al Disegno industriale e afferiscono in particolare ai problemi di dimensionamento ed alla morfologia degli organi delle macchine, relativamente ai quali ha ottenuto, in Italia e all'estero, numerosi brevetti industriali: manicotti di scorrimento alla rototraslazione (Ballbushing), molle ad anelli gobbi (Sattelringfeder), anelli compensatori (Toleranzringe). Ha poi pubblicato numerosi lavori didattici riguardanti la costruzione di macchine, le macchine di sollevamento e trasporto e il disegno di macchine. 
Tra i suoi volumi si ricorda la monumentale Storia della saldatura (due volumi di oltre 1 000 pagine) edito dalla E.S.I. (Edizioni Scientifiche Italiane) e il volume Le Chiavi Magiche dell'Universo, edito da Liguori Editore, libro a più chiavi di lettura di 456 pagine (832 illustrazioni delle quali 250 a colori e 6 tavole fuori testo), a cui è stato assegnato il Premio 1989 del Ministero pei Beni Culturali ed Ambientali.

## Opere
- Filippo Manna, Storia della saldatura, Napoli, E.S.I., 1979.
- Filippo Manna, Le chiavi magiche dell'universo, Napoli, Liguori Editore, 1988.

| Controllo di autorità | VIAF (EN) 20990207 · ISNI (EN) 0000 0000 6146 1346 · SBN RAVV023316 · BAV 495/289151 · LCCN (EN) n80119411 |